# Jacky Clark Chisholm
Jacqueline Cullum mais conhecida como Jacky Clark-Chisholm (Detroit, Michigan em 29 de dezembro de 1948) é uma cantora de música gospel, mais conhecida por ser membro do The Clark Sisters e já foi prêmiada duas vezes com o Grammy americano de cantor gospel.

## Biografia

### Início da vida
Chisholm é a filha mais velha da lendária inovadora em música gospel, Dra. Mattie Moss-Clark e Leo Cullum, Sr. Graduada em 1967 na Mumford High School em Detroit, Michigan. Influenciada pelo trabalho de sua mãe, Jacky e suas irmãs mais novas formaram o grupo gospel The Clark Sisters. O grupo floresceu e ficou conhecido por suas performances clássicas de gospel, incluindo "Is My Living In Vain?" e "You Brought The Sunshine".

### Carreira Solo
Em 29 de março de 2005, Chisholm lançou seu primeiro álbum solo, Expectancy, na gravadora Entheos Records. Neste álbum, ela se juntou aos compositores/produtores Carnell Murrell, Autun Foster e Doreonne Stramler. Gravado ao vivo no Cathedral Center, em Detroit, os vocais de fundo do álbum foram fornecidos por uma assembléia especial de vocalistas, que incluiu dois de seus filhos, Angelyn e Aaron Chisholm, bem como Lorenzo Clark, filho de sua irmã Denise Clark-Bradford. O coro foi dirigido por Bryon Stanfield. Sua visão para o álbum é simplesmente para “ministrar ao coração e alma, para restaurar o povo de Deus que foi ferido trabalhando na igreja.” Seus vocais exclusivos podem ser ouvidos em “Oil of God,  "We Are Overcomers", com Twinkie Clark, e a melodia evangélica urbana "My Soul Says Yes." O álbum também apresenta um dueto de Jacky com Ron Winans e uma aparição especial das Clark Sisters juntos em "Blessing Me". Em 25 de março de 2014, Jacky lançou um single "My Season", acompanhado da música "On My Mind".  Este foi o primeiro lançamento de novo material desde sua estréia solo em 2005. Em 7 de julho de 2017, Jacky lançou um single chamado "Shout", que tem um som urbano jovem. Jacky afirmou em um vídeo no Instagram que ela estava muito orgulhosa desse single.

### Performance de palco
Como intérprete, ela frequentemente assumiu papéis importantes em turnês nacionais como: "Lawd Have Mercy", "Mama Don´t", *Can A Woman Make A Man Lose His Mind" e "The Man of Her Dreams".

## Influência musical
Enquanto suas irmãs são conhecidas por seus vocais apaixonados, Chisholm, em contraste, é conhecida como a irmã de "voz doce". "Eu sinto que há necessidade de mais música que permita ao ouvinte entrar em louvor e adoração ao Senhor", afirma Chisholm. "As pessoas têm a necessidade de meditar sobre seu próprio relacionamento pessoal com Deus, e eu acho que o tipo de música que desejo realizar, lhes dará o espaço para refletir sobre Deus a partir de seus próprios pontos de vista".

## Vida pessoal
Chisholm casou-se com Glynn Chisholm em 5 de maio de 1973 e ela é a mãe de seus três filhos, Aaron, Michael e Angelyn. Ela também é avó. Ela ficou viúva em novembro de 2019, quando seu marido, Glynn Chisholm, faleceu de causas naturais.
Jacky é uma evangelista em sua igreja local, a Igreja de Deus em Cristo Grande Emanuel Institucional, em Detroit, Michigan, onde o Bispo J. Drew Sheard é pastor e também é marido de sua irmã mais nova, Karen Clark Sheard. Ela foi nomeada Diretora do Coral de Juventude para a Igreja de Deus em Cristo, Inc, no Departamento Nacional de Música. Em 2018, foi nomeada pelo Bispo C.E. Blake como Supervisora de Mulheres para a 2ª Jurisdição Eclesiástica da República Dominicana.
Além de cantar com The Clark Sisters, Chisholm logo surgiu como um líder formidável em negócios.  Ela se tornou porta-voz do grupo, gerenciando promoções, correspondências, relações públicas, entrevistas e coisas do gênero, tudo isso enquanto cursava Enfermagem como enfermeira prática. Juntamente com sua mãe e irmã Twinkie Clark, Chisholm ajudou com a criação do Conservatório de Música Dr. Mattie Moss Clark em Detroit, Michigan, em 1979. Confiável como administradora da escola, Chisholm desenvolveu um currículo e oficinas organizadas  que treinaram centenas de estudantes ao longo dos anos.
Ela também é porta-voz da "American Diabetes Association", e fez comerciais de rádio e televisão para o New York Life Insurance. Além disso, sua estatura proporcionou-lhe uma plataforma como palestrante motivacional para captação de recursos, como H.O.P.E. África do Sul em Joanesburgo, África do Sul.
Profissionalmente, Chisholm é instrutora da Cruz Vermelha Americana há 10 anos. Ela recentemente ganhou um diploma de bacharel em Educação de Vida Familiar e Psicologia e planeja abrir um centro de aconselhamento para mulheres e crianças agredidas.[carece de fontes?]